# Dusk (album)
Pour les articles homonymes, voir Dusk.
Albums de The The
Mind Bomb
(1989) Solitude
(1993)
Singles
1. Dogs of Lust
Sortie : Janvier 1993
2. Slow Emotion Replay
Sortie : Avril 1993
3. Love Is Stronger Than Death
Sortie : Juin 1993

Dusk est le quatrième album studio de The The, sorti le 25 janvier 1993.
Matt Johnson s'entoure du même groupe que pour l'album Mind Bomb, augmenté du claviériste D. C. Collard qui a rejoint la formation lors de la tournée de 1989-1990 The The Versus The World.
Le chanteur est marqué par la mort de son frère Eugene en 1989. Il en parle dans la chanson Love Is Stronger Than Death. Slow Emotion Replay, avec un harmonica émouvant glissant à la fois sur et hors de la note bleue, la guitare scintillante et subtile de Johnny Marr, et un refrain aux paroles désespérées déchirant, illustre ce que The The sait faire de mieux.
L'album s'est classé 2e au UK Albums Chart et 142e au Billboard 200.
The The sort une nouvelle version de Slow Emotion Replay intitulé cette fois « Slow Emotion Replayed », le 6 juin 2025, soit 32 années après sa sortie initiale. La session d'enregistrement a été réalisé au Studio Cinéola, à Londres, avec Matt Johnson à l'omnichord et au chant, Barrie Cadogan à la guitare électrique et aux chœurs, James Eller à la basse et Gillian Glover aux chœurs. 

## Liste des titres
Toutes les chansons sont écrites et composées par Matt Johnson.
| No  | Titre                        | Durée |
| --- | ---------------------------- | ----- |
| 1.  | True Happiness This Way Lies | 3:10  |
| 2.  | Love Is Stronger Than Death  | 4:38  |
| 3.  | Dogs of Lust                 | 3:09  |
| 4.  | This Is the Night            | 3:50  |
| 5.  | Slow Emotion Replay          | 3:55  |
| 6.  | Helpline Operator            | 4:48  |
| 7.  | Sodium Light Baby            | 3:45  |
| 8.  | Lung Shadows                 | 4:34  |
| 9.  | Bluer Than Midnight          | 3:43  |
| 10. | Lonely Planet                | 5:27  |

## Musiciens
- Matt Johnson : chant, guitare, claviers
- Johnny Marr : guitare, harmonica, basse, chœurs
- James Eller : basse, chœurs
- David Palmer : batterie, chœurs
- D. C. Collard : claviers

### Musiciens additionnels
- Vinnie Colaiuta : batterie
- Bruce Smith : batterie
- Danny Thompson : basse
- John Thirkle : trompette
- David Lawrence : bugle
- Ashley Slater : trombone
- Chris Batchelor : trompette
- Guy Barker : trompette
- Paul Webb, Zeke Manyika : chœurs